# Daytime Emmy Awards 2000
La cerimonia della 27ª edizione dei Daytime Emmy Awards (27th Daytime Emmy Awards) si è tenuta al Radio City Musical Hall di New York il 19 maggio 2000 e ha premiato i migliori programmi e personaggi televisivi del 1999.
La cerimonia è stata presentata da Susan Lucci.
I relativi Creative Arts Emmy Awards sono stati consegnati il 13 maggio.

## Daytime Emmy Awards

### Migliore serie drammatica
- General Hospital
- Febbre d'amore (The Young and the Restless)
- La valle dei pini (All My Children)
- Una vita da vivere (One Life to Live)

### Migliore attore in una serie drammatica
- Anthony Geary (Luke Spencer) – General Hospital
- Peter Bergman (Jack Abbott) – Febbre d'amore
- Eric Braeden (Victor Newman) – Febbre d'amore
- David Canary (Adam Chandler / Stuart Chandler) – La valle dei pini
- Robert S. Woods (Bo Buchanan) – Una vita da vivere

### Migliore attrice in una serie drammatica
- Susan Flannery (Stephanie Forrester) – Beautiful (The Bold and the Beautiful)
- Jeanne Cooper (Katherine Chancellor) – Febbre d'amore
- Finola Hughes (Alexandra Devane) – La valle dei pini
- Hillary B. Smith (Nora Buchanan) – Una vita da vivere
- Jess Walton (Jill Abbott) – Febbre d'amore

### Migliore attore non protagonista in una serie drammatica
- Shemar Moore (Malcolm Winters) – Febbre d'amore
- Steve Burton (Jason Morgan) – General Hospital
- Timothy Gibbs (Kevin Buchanan) – Una vita da vivere
- Christian LeBlanc (Michael Baldwin) – Febbre d'amore
- Kristoff St. John (Neil Winters) – Febbre d'amore

### Migliore attrice non protagonista in una serie drammatica
- Sarah Brown (Carly Quartermainen) – General Hospital
- Sharon Case (Sharon Newman) – Febbre d'amore
- Patrika Darbo (Nancy Wesley) – La valle dei pini
- Nancy Lee Grahn (Alexis Davis) – General Hospital
- Tonya Lee Williams (Olivia Winters) – Il tempo della nostra vita

### Migliore attore giovane in una serie drammatica
- David Tom (Billy Abbott) – Febbre d'amore
- Jensen Ackles (Eric Brady) – Il tempo della nostra vita
- Jonathan Jackson (Lucky Spencer) – General Hospital
- Bryant Jones (Nate Hastings) – Febbre d'amore
- David Lago (Raul Guittierez) – Febbre d'amore
- Joshua Morrow (Nicholas Newman) – Febbre d'amore

### Migliore attrice giovane in una serie drammatica
- Camryn Grimes (Cassie Newman) – Febbre d'amore
- Adrienne Frantz (Amber Moore) – Beautiful
- Ashley Jones (Megan Dennison) – Febbre d'amore
- Heather Tom (Victoria Newman) – Febbre d'amore
- Erin Torpey (Jessica Buchanan) – Una vita da vivere

### Migliore team di sceneggiatori di una serie drammatica
- General Hospital
- Beautiful
- Così gira il mondo
- Febbre d'amore

### Migliore team di registi di una serie drammatica
- Febbre d'amore
- Beautiful
- General Hospital
- Sunset Beach
- La valle dei pini